# Дидковский, Иван Михайлович
Иван Михайлович Дидковский (род. 20 января 2002, Новочеркасск, Ростовская область) — российский хоккеист, ,нападающий, мастер спорта России.

## Биография
В три года отец Ивана поставил его на коньки, катались у бабушки на озере в северном Казахстане. С шести лет начал заниматься в только что открывшемся ледовом дворце в Новочеркасске под руководством тренера - Атаманицына Дмитрия Андреевича. В 10 лет по приглашению Сергея Карого с семьей переехал в Воронеж, где стал заниматься в «Буране». В 13 лет перешёл в «Динамо» Москва. С сезона 2018/19 начал играть в МХЛ за МХК «Динамо» Москва. В сезоне 2019/20 провёл семь матчей за «Динамо» Тверь в ВХЛ. 20 ноября 2020 года дебютировал в КХЛ, проведя в домашнем матче «Динамо» против «Амура» (3:2) единственную игру в лиге в сезоне. Также сыграл 25 матчей в ВХЛ за «Динамо» Красногорск и 47 — за МХК «Динамо» В сезоне 2021/22 сыграл два матча в КХЛ, шесть — в ВХЛ за «Динамо» (СПб) и 42 за МХК «Динамо».
18 августа 2022 года был обменян на денежную компенсацию в клуб ВХЛ «Рязань-ВДВ». 23 декабря подписал контракт с «Сочи», провёл до конца сезона 17 матчей в КХЛ. В конце декабря 2023 года объявил о завершении карьеры по состоянию здоровья в 21 год. С октября 2024 года вошел в тренерский штаб Сборной команды России U16 в качестве тренера по развитию. 

## Достижения
На клубном уровне
- Чемпион МХЛ (2021)
- Обладатель Кубка Харламова (2021)
- Был выбран в Сборную команды «Запад» на Кубок Вызова МХЛ (2022)

В сборной
- Победитель Мирового Кубка Вызова U17 (2018)
- Победитель мемориала Глинки/Гретцки U18 (2019)[3]
- Победитель Мирового Кубка Вызова U18 (2019)
- Участник Молодежного чемпионата Мира (2022)